# Gellin
Gellin est une commune française située dans le département du Doubs, la région culturelle et historique de Franche-Comté et la région administrative Bourgogne-Franche-Comté.
Ses habitants s'appellent les Gellinois et sont surnommés les Alouniers.

## Géographie

### Toponymie
Gerlans en 1266 ; Gellain en 1312.
La commune de Gellin est située sur la D 437 à 4 km de Mouthe et à 25 km de Pontarlier. La D 45 part de Gellin en direction de Métabief et la D 254 rejoint Les Villedieu.
La superficie communale est de 497 ha dont 167 de forêts.
Le site de Gellin rappelle celui des villages voisins de Sarrageois et de Brey-et-Maison-du-Bois, et on retrouve les grands ensembles morphologiques propres au Jura plissé.
La partie nord du territoire communal s’appuie sur un anticlinal coffré ; le sud correspond en revanche à un val puisqu’on est en présence du synclinal de Mouthe, drainé par le Doubs (rivière).
Ce dernier sert de limite méridionale à la commune, sauf au sud-ouest où celle-ci se prolonge curieusement par une étroite bande de terrain longue de 4,5 km et large de 100 à 150 m seulement. Cette bande traverse le val et se poursuit en direction de la frontière suisse, sur l’anticlinal boisé du Risol. C’est là que se trouve le point culminant (1 273 m).
Le village est situé à 936 m d’altitude, au contact du mont septentrional et du val. Il s’est développé sur un replat qui le met à l’abri du secteur inondable. Il s’agit d’un village-rue dont les maisons non-jointives s’étirent en longueur, guidées par la direction préférentielle des grands axes du relief.

### Climat
Pour des articles plus généraux, voir Climat de la Bourgogne-Franche-Comté et Climat du Doubs.
En 2010, le climat de la commune est de type climat de montagne, selon une étude du Centre national de la recherche scientifique s'appuyant sur une série de données couvrant la période 1971-2000. En 2020, Météo-France publie une typologie des climats de la France métropolitaine dans laquelle la commune est exposée à un climat de montagne ou de marges de montagne et est dans la région climatique  Jura, caractérisée par une forte pluviométrie en toutes saisons (1 000 à 1 500 mm/an), des hivers rigoureux et un ensoleillement médiocre. 
Pour la période 1971-2000, la température annuelle moyenne est de 7,2 °C, avec une amplitude thermique annuelle de 16,5 °C. Le cumul annuel moyen de précipitations est de 1 703 mm, avec 13,6 jours de précipitations en janvier et 11,2 jours en juillet. Pour la période 1991-2020, la température moyenne annuelle observée sur la station météorologique de Météo-France la plus proche, « Mouthe », sur la commune de Mouthe à 4 km à vol d'oiseau, est de 6,9 °C et le cumul annuel moyen de précipitations est de 1 677,4 mm. 
La température maximale relevée sur cette station est de 36 °C, atteinte le 1er juillet 1952 ; la température minimale est de −36,7 °C, atteinte le 13 janvier 1968,,. 
Les paramètres climatiques de la commune ont été estimés pour le milieu du siècle (2041-2070) selon différents scénarios d'émission de gaz à effet de serre à partir des nouvelles projections climatiques de référence DRIAS-2020. Ils sont consultables sur un site dédié publié par Météo-France en novembre 2022.

## Urbanisme

### Typologie
Au 1er janvier 2024, Gellin est catégorisée commune rurale à habitat dispersé, selon la nouvelle grille communale de densité à 7 niveaux définie par l'Insee en 2022.
Elle est située hors unité urbaine et hors attraction des villes,.

### Occupation des sols
L'occupation des sols de la commune, telle qu'elle ressort de la base de données européenne d’occupation biophysique des sols Corine Land Cover (CLC), est marquée par l'importance des territoires agricoles (46,9 % en 2018), en diminution par rapport à 1990 (52,3 %). La répartition détaillée en 2018 est la suivante : 
zones agricoles hétérogènes (46,9 %), forêts (37,8 %), zones humides intérieures (7,2 %), zones urbanisées (5,3 %), milieux à végétation arbustive et/ou herbacée (2,7 %). L'évolution de l’occupation des sols de la commune et de ses infrastructures peut être observée sur les différentes représentations cartographiques du territoire : la carte de Cassini (XVIIIe siècle), la carte d'état-major (1820-1866) et les cartes ou photos aériennes de l'IGN pour la période actuelle (1950 à aujourd'hui).

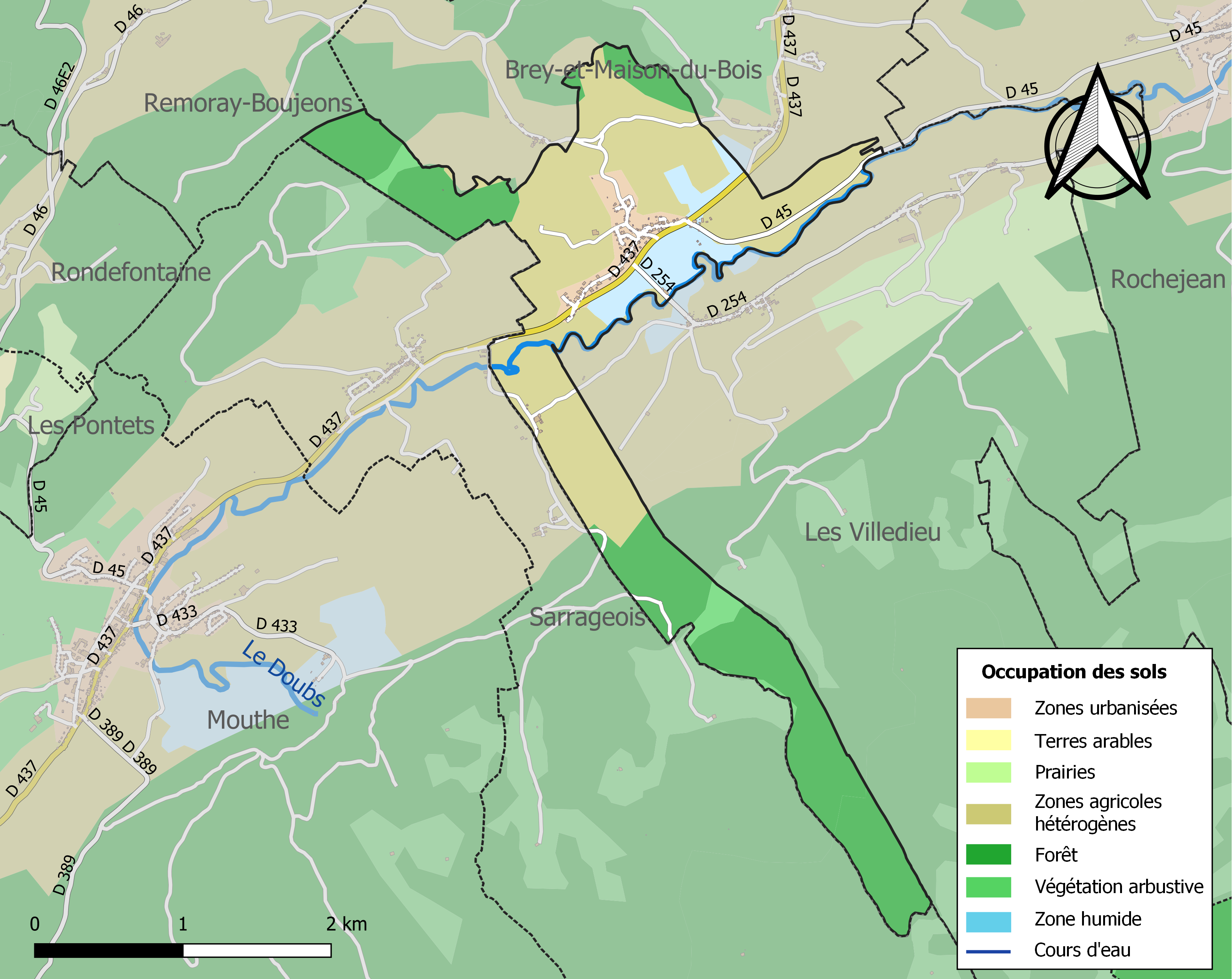
Carte des infrastructures et de l'occupation des sols de la commune en 2018 (CLC).

## Histoire
Le peuplement de la haute vallée du Doubs s’est fait tardivement ; au début du XIIe siècle, c’est encore un désert forestier. En 1077, Simon, comte en Valois, s’était retiré à l’abbaye de Saint-Claude, puis il s’est installé en ermite à proximité de la source du Doubs ; au cours du XIIe siècle, l’ermitage se transforme en prieuré, donnant naissance à une première clairière de peuplement autour de Mouthe. D’autres suivront : les défrichements du XIIIe siècle font apparaître de nouveaux abergements.
C’est dans ce contexte qu’il faut situer l’apparition de Gellin dans l’histoire. En 1266, l’acte d’inféodation (par l’abbé de St-Oyend) des Hautes-Joux à Jean de Chalon, sire de Salins, mentionne les lieux-dits Crozet (le Crouzet) et Gerlans (Gellin) ; il délimite les forêts inféodées, par rapport aux domaines de Mouthe et du Mont Sainte-Marie : « Gerlans » sert de repère de délimitation. Une charte de 1312 cite également Gellin : Jean de Chalon ratifie la donation faite par Gaucher de Salins en 1199 aux religieux de l'abbaye de Mont-Sainte-Marie et délimite à nouveau le domaine de celle-ci du côté de Mouthe, « Gellain » servant encore une fois de point de repère ; cet accord sera précisé en 1340.
Au XIVe siècle, le prieuré compte déjà huit villages dont, bien entendu, celui de Gellin. Au XIVe siècle également, les Chalon affranchissent les habitants de leurs domaines (seigneuries de Rochejean et de Châtelblanc, voisines de Mouthe), alors que les abbés de St-Claude, puis les jésuites (qui ont annexé le prieuré en 1582), maintiennent la mainmorte sur les terres de la seigneurie de Mouthe. On constate pourtant une augmentation de population durant tout le XVIe siècle, attestée par les comptes des individus taxés, réalisés par le greffier du prieuré.
Mais la guerre de Dix Ans va ruiner la haute vallée du Doubs et la vide de ses habitants. Gellin avait 46 feux vers 1578 et 54 en 1635 ; et à la fin du siècle en 1696 (un demi-siècle après les ravages de la guerre), ils ne sont plus que 42.
Au XVIIIe siècle la population n’augmente plus : l’émigration est forte et l’immigration est nulle. Savoyards et Suisses qui repeuplent la Franche-Comté, préfèrent s’installer ailleurs plutôt que sur une terre mainmortable. En 1783, il n’y a que 38 feux à Gellin, en 1805, 39 maisons et 46 ménages. Certes, la mainmorte n’explique pas tout ; de Châtelblanc et de Rochejean sont partis aussi de nombreux émigrants. On pourrait également l’accuser d’avoir entretenu l’ignorance ; pourtant, à la veille de la Révolution, Gellin (mainmortable) a le même taux d’alphabétisation que Rochejean (affranchi) : 97 % des hommes et 80 % des femmes signent leur acte de mariage.
Les ressources de Gellin ont toujours été fondées sur l’agriculture. L’élevage est une activité importante dès l’ancien régime, car l’altitude et la longueur des hivers sont peu propices aux cultures, qui n’étaient pourtant pas absentes. 221 bêtes à cornes, 80 ovins et 13 chevaux sont élevés en 1688. En 1795, on dénombre 284 bovins et 16 chevaux. Une fruitière a été créée en 1753 et l’existence d’un taillandier est mentionnée en 1783.
Au XIXe siècle, le maximum démographique est atteint en 1841 avec 278 habitants. Le déclin s’affirme ensuite, la population tombant en dessous de 150 habitants après la Première Guerre mondiale. Les cultures céréalières sont pratiquées : en 1852, 29 ha sont consacrés à l’orge et à l’avoine, 19 ha au méteil et 4 ha au froment.
La fromagerie travaille 17 000 kg de lait en 1856. Une petite activité textile est aussi implantée. En 1883, il y a une fabrique de tissage de coton employant 2 ouvriers sur 2 métiers. Il existe aussi une petite filature travaillant le lin et le chanvre.
Le village au XXe siècle ne cesse de se dépeupler, avant de se reprendre. La chute a été sensible après 1968 (113 habitants) et le village ne compte plus que 74 habitants en 1982.
Pourtant, depuis cette date, l’augmentation est forte, et la commune dépasse aujourd'hui les 200 habitants.
L’agriculture, encore largement présente au début du XXe siècle, n’est plus pratiquée que par 2 exploitations. La fromagerie travaille 600 000 kg de lait par an durant les années 1980. Les artisans (un charronier-serrurier, un cordonnier, un mécanicien) ont disparu.
Le café et l’école (en 1972) ont également été fermés. La fromagerie et une entreprise de menuiserie restent les seules activités.
La création du comité des fêtes en 1997 et la mise en place d’un terrain de pétanque ont redonné vie au village, avec de nombreuses activités (soirée fondue, soirée barbecue, sorties cinéma…).
La proximité de la Suisse joue un rôle important dans la population active.
Le tourisme est aussi présent, Gellin comptant plusieurs gîtes ruraux et chambres d’hôtes. L’intégration au parc naturel régional du Haut-Jura en 1998 va dans ce sens.
Les années 2000 sont marquées par la rénovation du bâtiment communal (création de deux logements, d’une salle de convivialité, et réhabilitation des bureaux de secrétariat), la construction d’une aire de jeux Agorespace et la création d’un second lotissement d’une dizaine d’habitations (2008). La commune a aussi accueilli le comice agricole du canton le 7 octobre 2023 (après les  éditions de 1949, 1980 et 2001).

## Politique et administration
| Période                                  | Période                     | Identité                                       | Étiquette | Qualité |
| ---------------------------------------- | --------------------------- | ---------------------------------------------- | --------- | ------- |
| vers 1845                                |                             | Lonchampt                                      |           |         |
| 1947                                     | 1989                        | René Fulbat                                    | DVG       |         |
| 1989                                     | 2001                        | Jacques Blot                                   |           |         |
| 2001                                     | 2008                        | Anne-Marie Bobillier                           |           |         |
| 2008                                     | 2014                        | Michel Voiret                                  |           |         |
| 2014                                     | En cours (au 1er juin 2020) | Jeannine Robbe Réélue pour le mandat 2020-2026 | SE        | Artisan |
| Les données manquantes sont à compléter. |                             |                                                |           |         |

## Démographie
L'évolution du nombre d'habitants est connue à travers les recensements de la population effectués dans la commune depuis 1793. Pour les communes de moins de 10 000 habitants, une enquête de recensement portant sur toute la population est réalisée tous les cinq ans, les populations de référence des années intermédiaires étant quant à elles estimées par interpolation ou extrapolation. Pour la commune, le premier recensement exhaustif entrant dans le cadre du nouveau dispositif a été réalisé en 2005.

En 2022, la commune comptait 264 habitants, en évolution de +9,54 % par rapport à 2016 (Doubs : +1,88 %, France hors Mayotte : +2,11 %).
| 1793 | 1800 | 1806 | 1821 | 1831 | 1836 | 1841 | 1846 | 1851 |
| ---- | ---- | ---- | ---- | ---- | ---- | ---- | ---- | ---- |
| 218  | 239  | 275  | 226  | 196  | 244  | 278  | 250  | 225  |

| 1856 | 1861 | 1866 | 1872 | 1876 | 1881 | 1886 | 1891 | 1896 |
| ---- | ---- | ---- | ---- | ---- | ---- | ---- | ---- | ---- |
| 217  | 211  | 222  | 208  | 246  | 211  | 222  | 202  | 190  |

| 1901 | 1906 | 1911 | 1921 | 1926 | 1931 | 1936 | 1946 | 1954 |
| ---- | ---- | ---- | ---- | ---- | ---- | ---- | ---- | ---- |
| 155  | 160  | 157  | 134  | 147  | 131  | 110  | 107  | 126  |

| 1962 | 1968 | 1975 | 1982 | 1990 | 1999 | 2005 | 2006 | 2010 |
| ---- | ---- | ---- | ---- | ---- | ---- | ---- | ---- | ---- |
| 112  | 113  | 79   | 74   | 93   | 155  | 162  | 160  | 210  |

| 2015 | 2020 | 2022 | - | - | - | - | - | - |
| ---- | ---- | ---- | - | - | - | - | - | - |
| 238  | 254  | 264  | - | - | - | - | - | - |

## Lieux et monuments
- L'église de la Présentation-de-Notre-Dame a remplacé au XIXe siècle l'édifice plus ancien jugé insalubre. Construite en 1843 sur les plans de l'architecte Pompée, cette église adopte à bien des égards un type classique dans l'architecture religieuse du Haut-Doubs. Précédées par un clocher-porche couvert d'une toiture à l'impériale, les trois travées de la nef ouvrent sur le chœur composé d'une travée droite et d'une abside en plein cintre. Des baies percées dans les murs de chacune des travées des collatéraux ainsi que dans ceux de l'abside du chœur, éclairent l'intérieur de l'église. Des colonnes à fût cylindrique soutiennent les voûtes d'arêtes des trois vaisseaux et soulignent l'aspect élancé de l'ensemble. Une toiture à deux versants couvre la nef et la travée droite du chœur, l'abside ayant sa couverture propre. Les murs extérieurs sont en partie recouverts de plaques de métal.

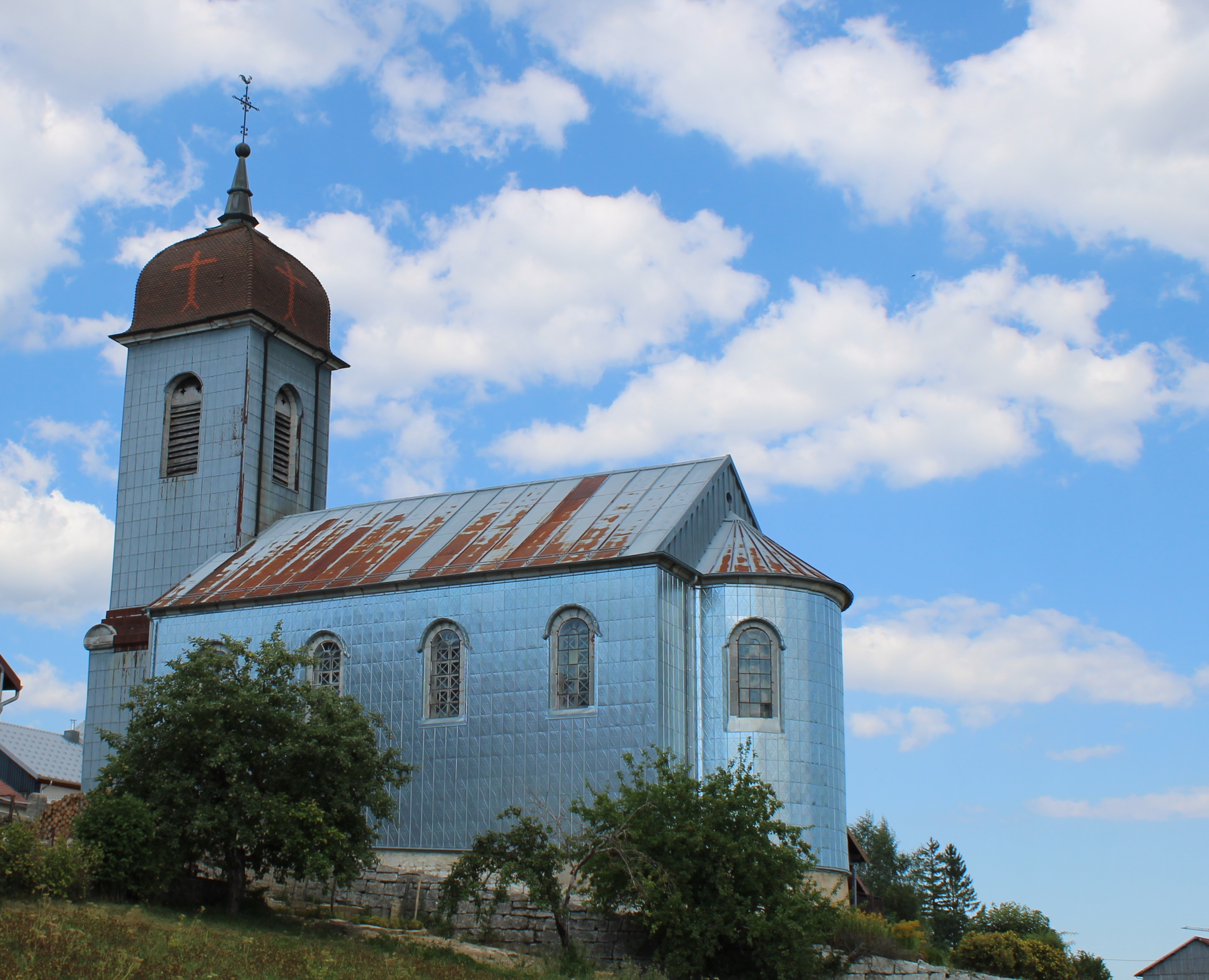
Église de Gellin, avec son clocher comtois caractéristique.
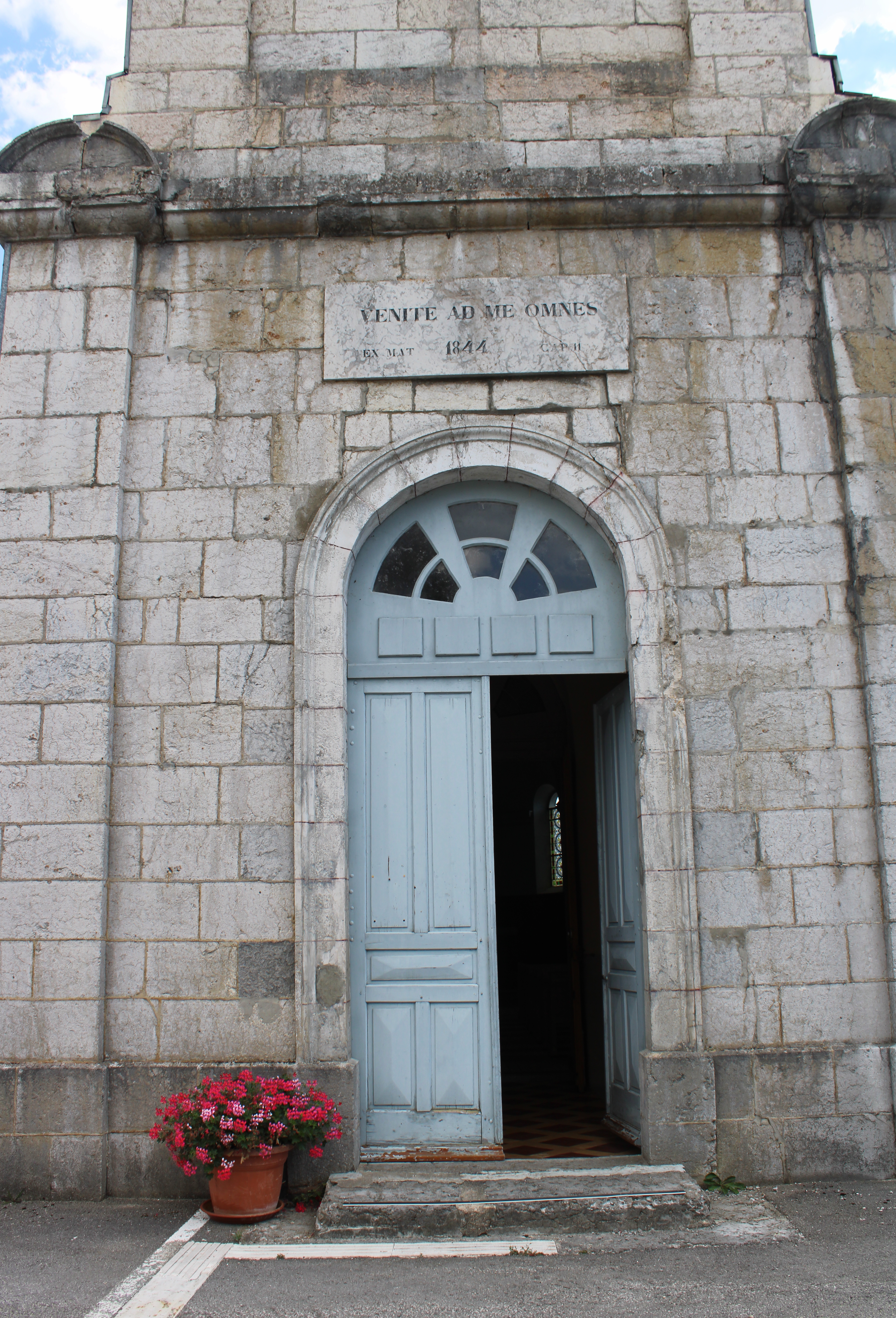
Le porche avec une plaque portant la date de 1844 .
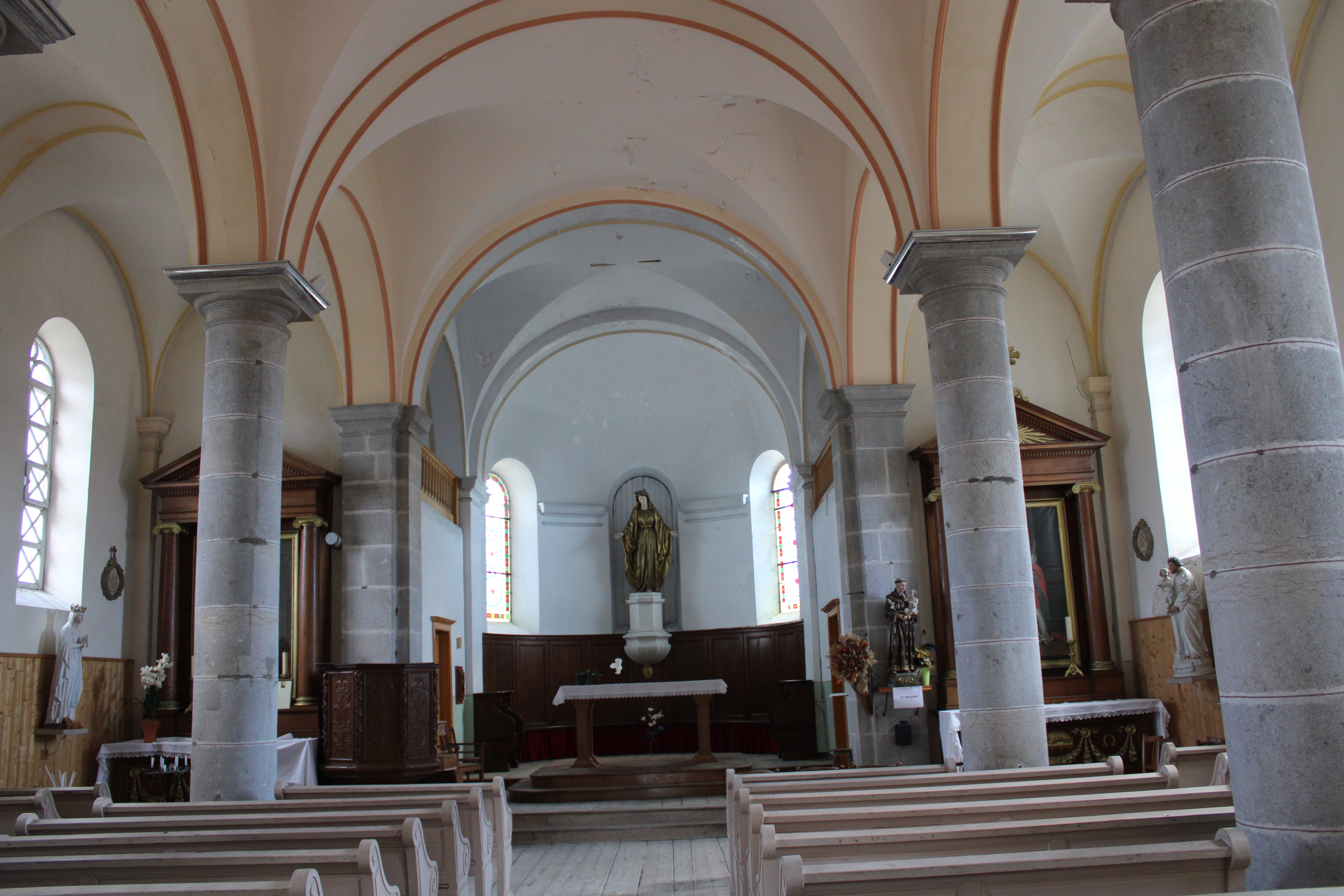
La nef.
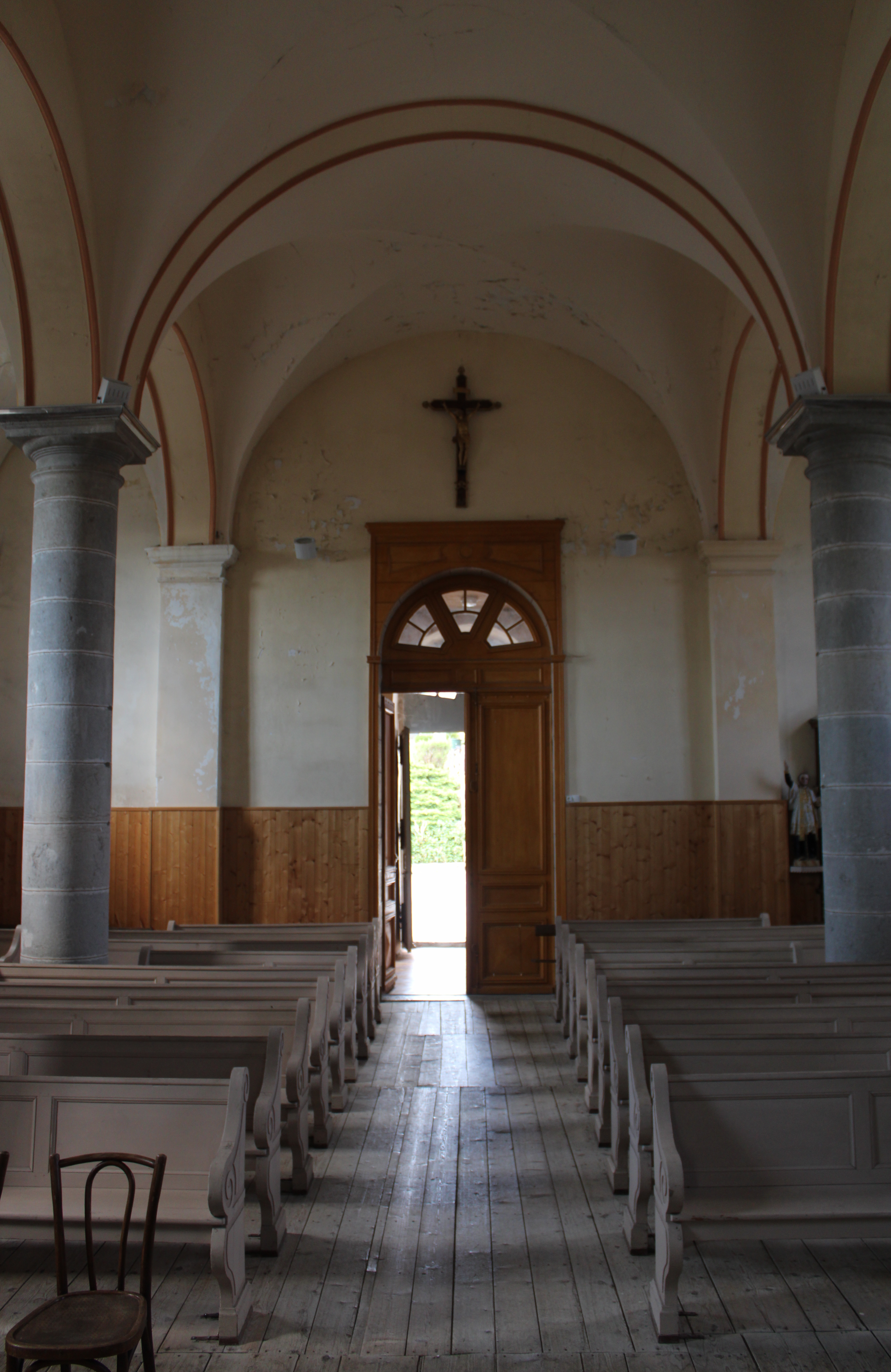
La nef côté porche.
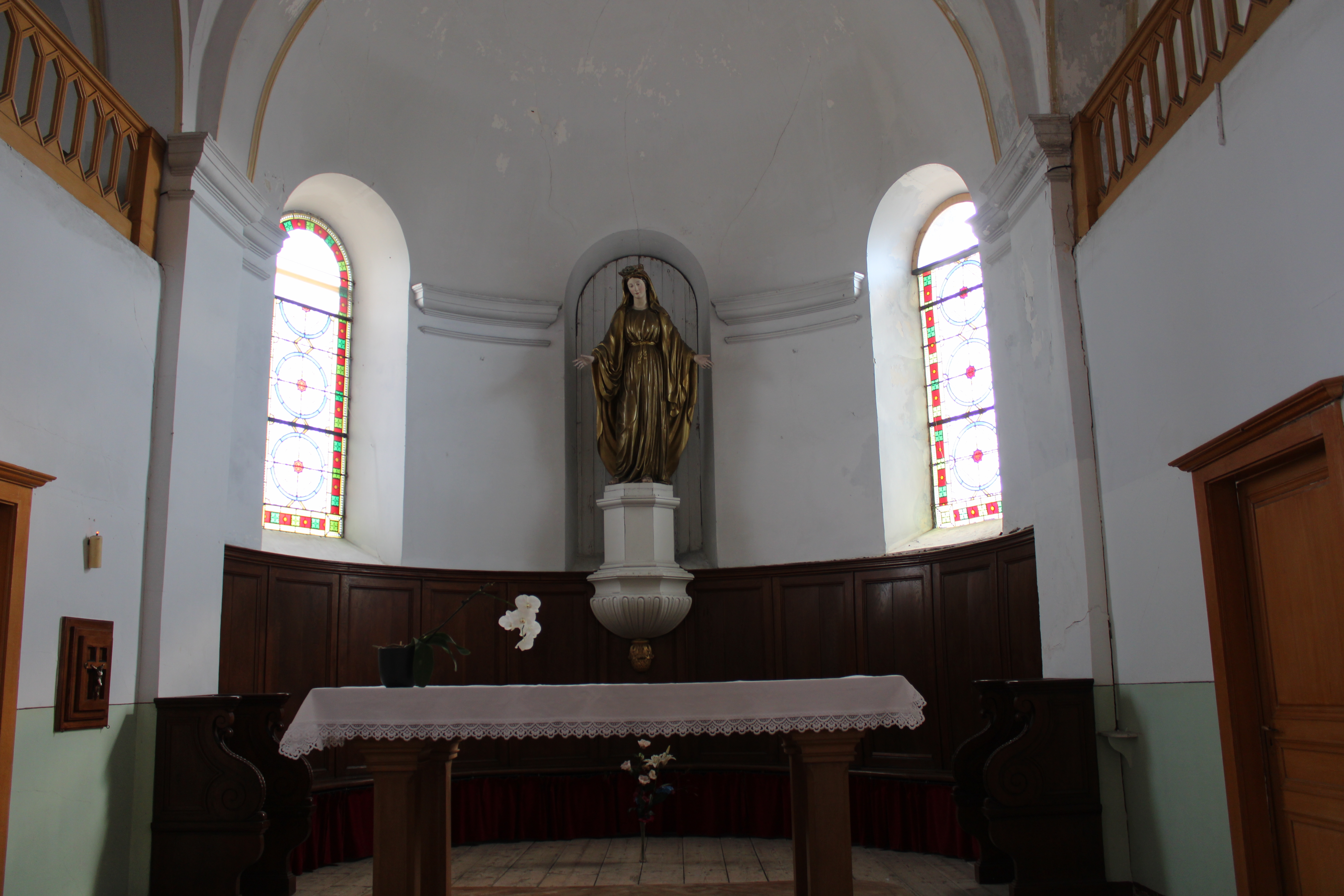
Le chevet.
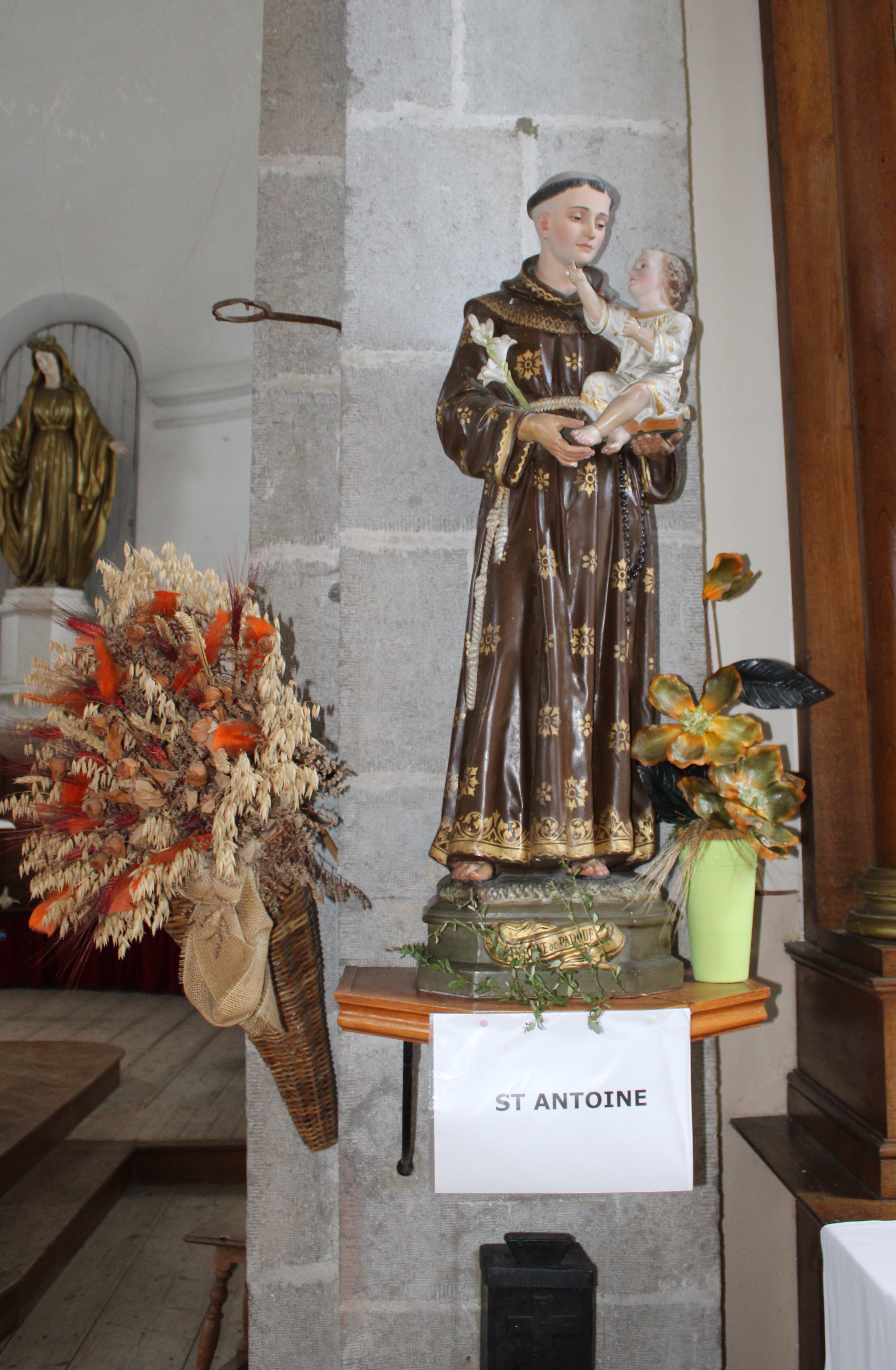
Statue de saint Antoine.
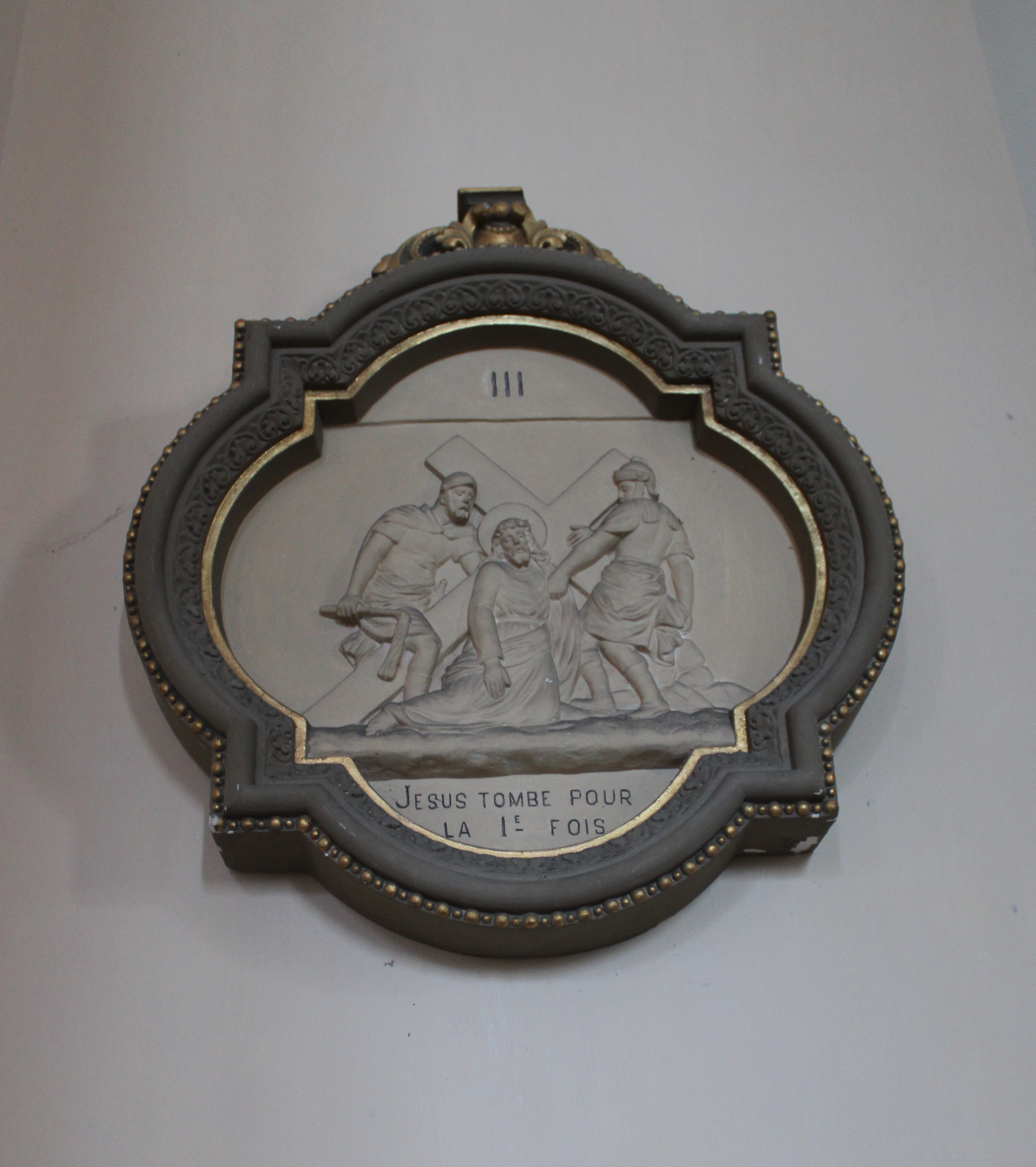
Chemin de croix Station III.

- Le monument aux morts, situé entre la rue de l'Église et le chemin Louis Pergaud.

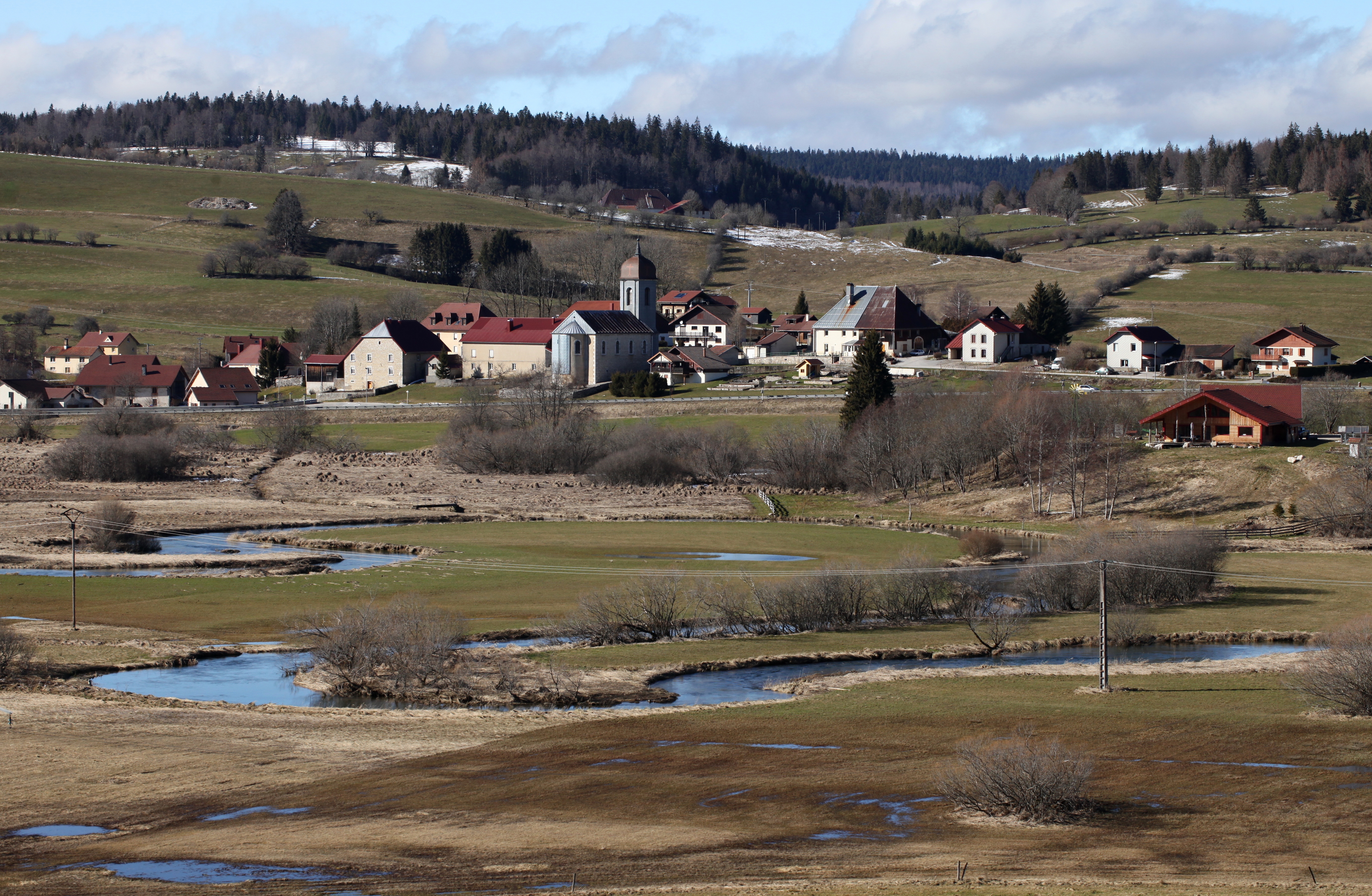
Vue du sud.
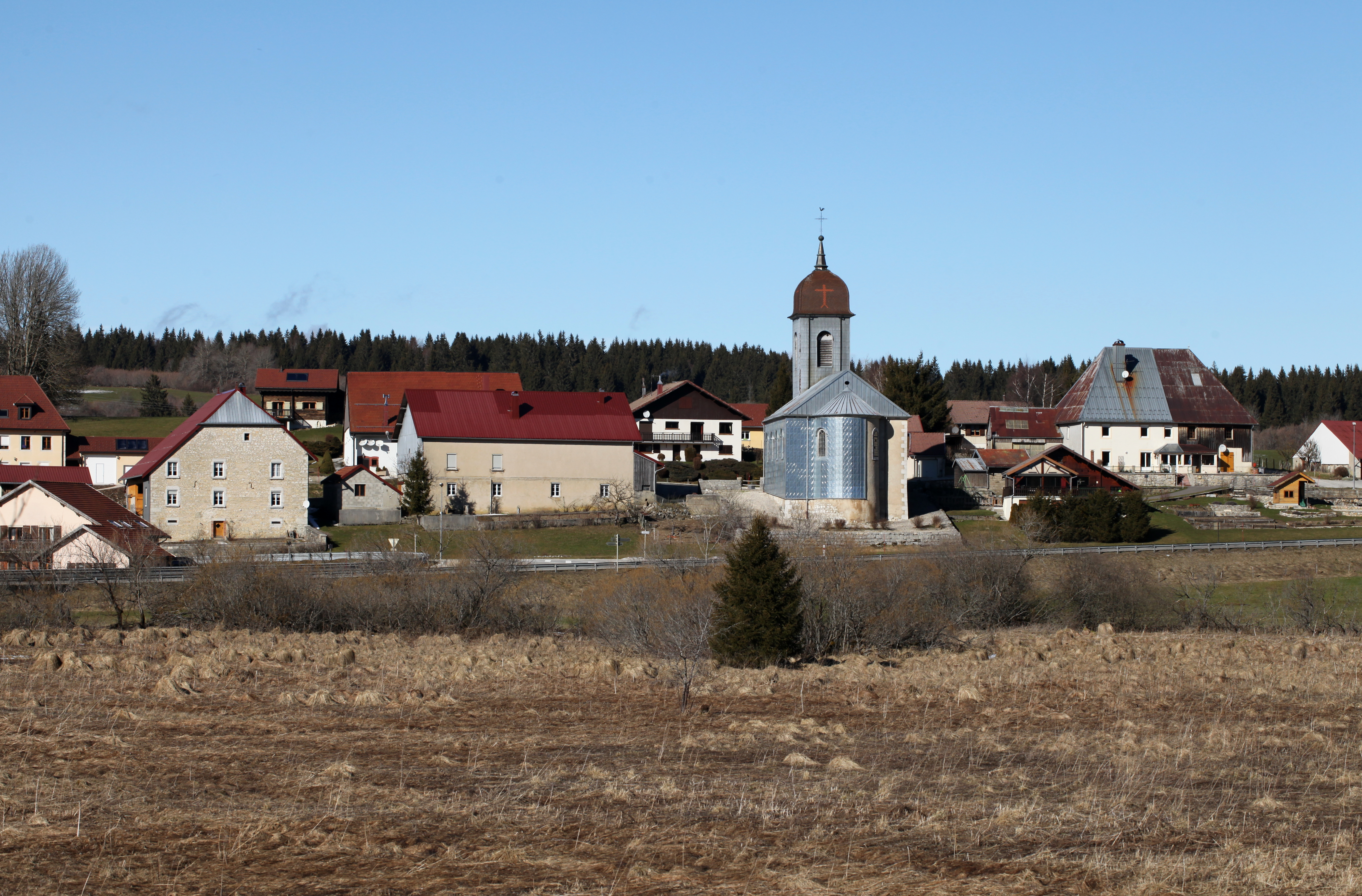
Vue du sud-ouest.
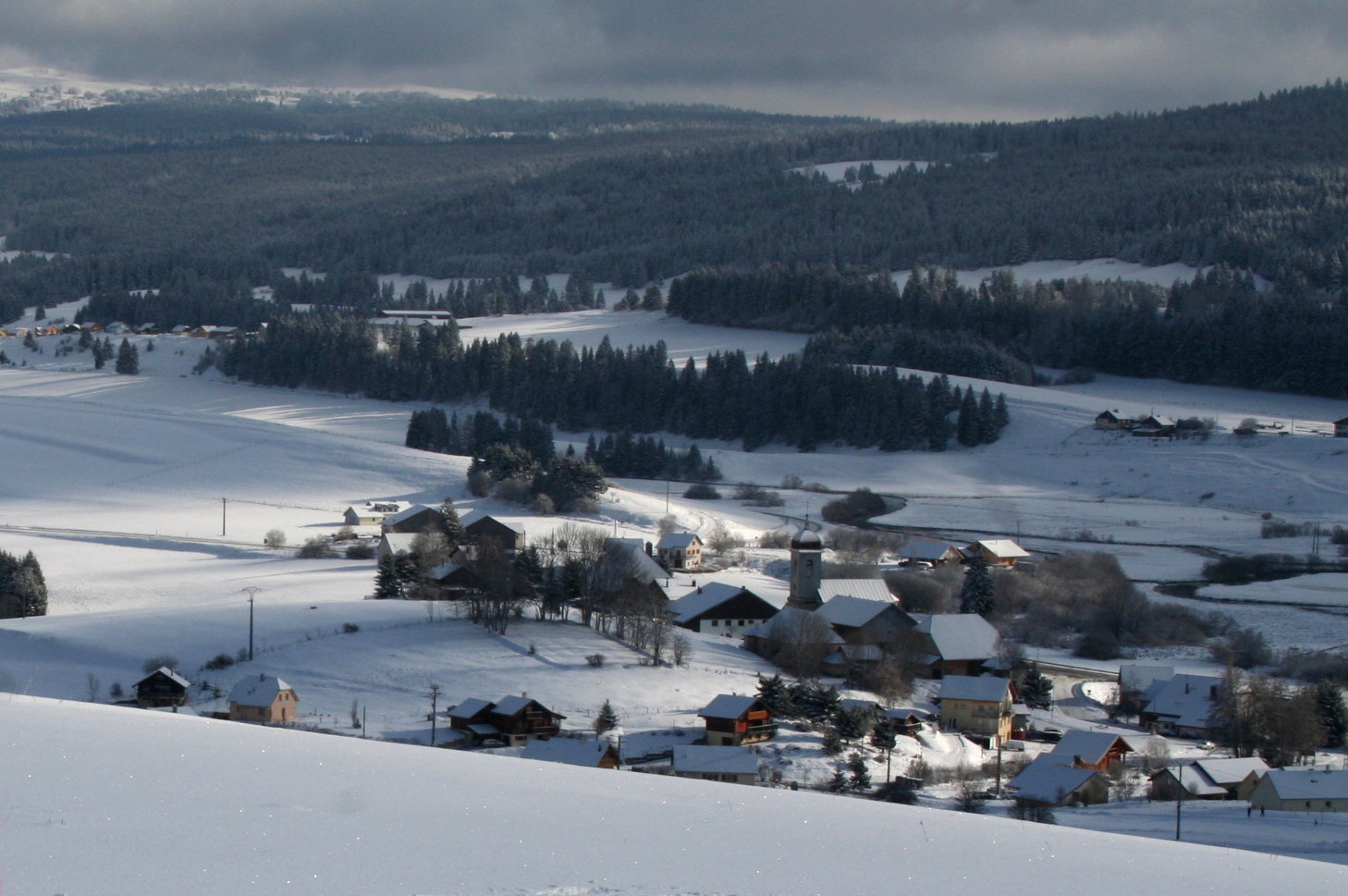
Gellin en hiver.
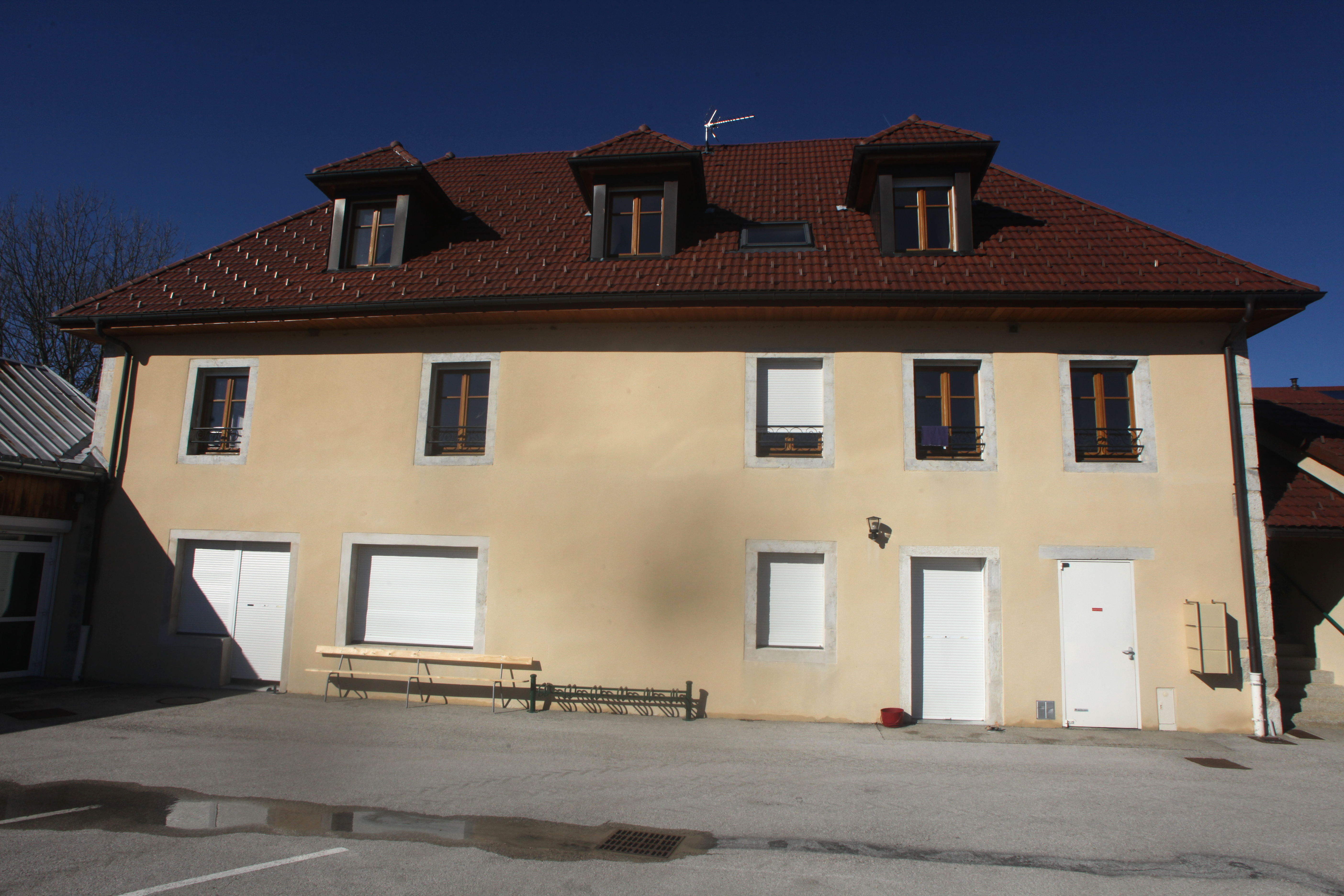
Salle communale.
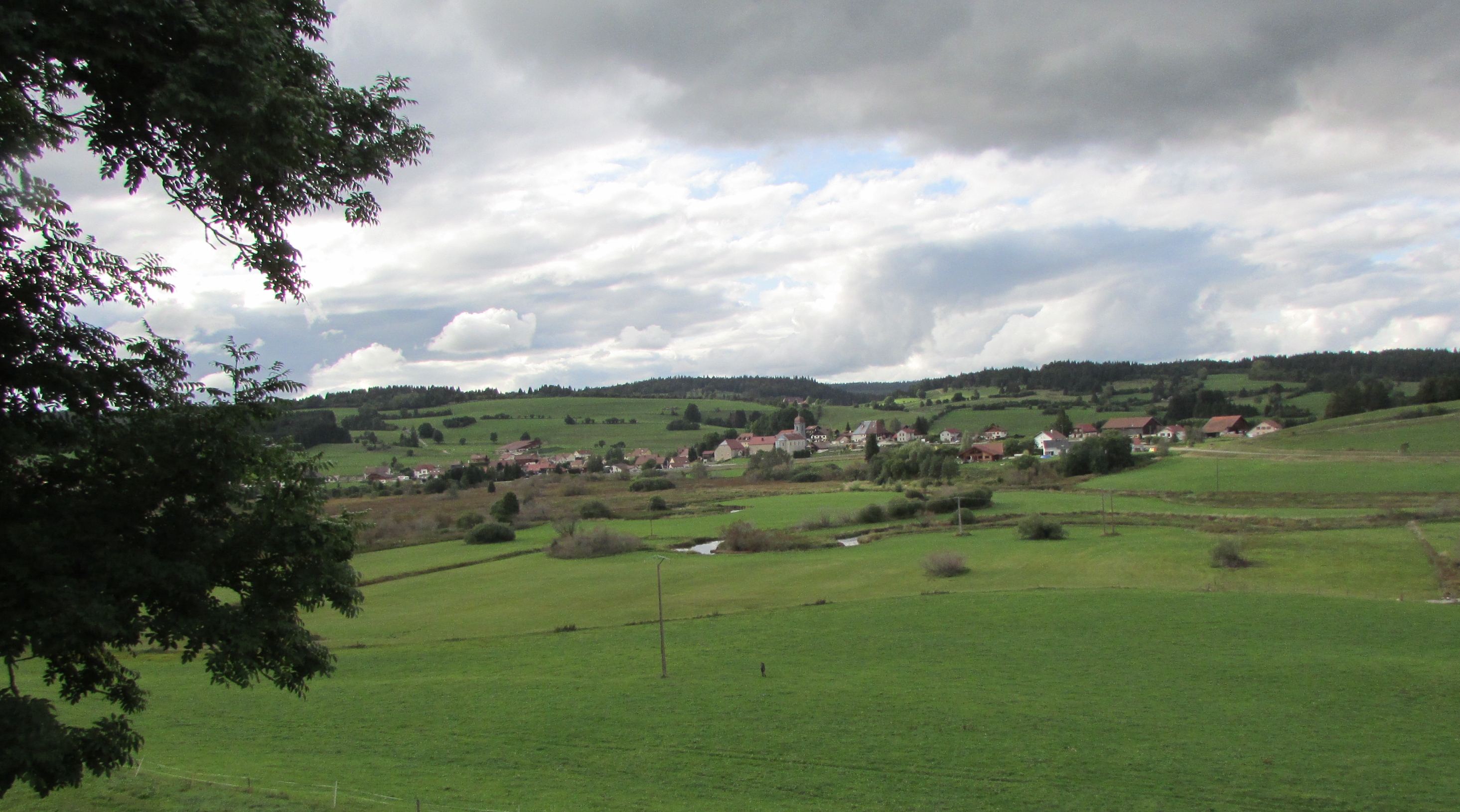
Vue générale depuis Les Villedieu.
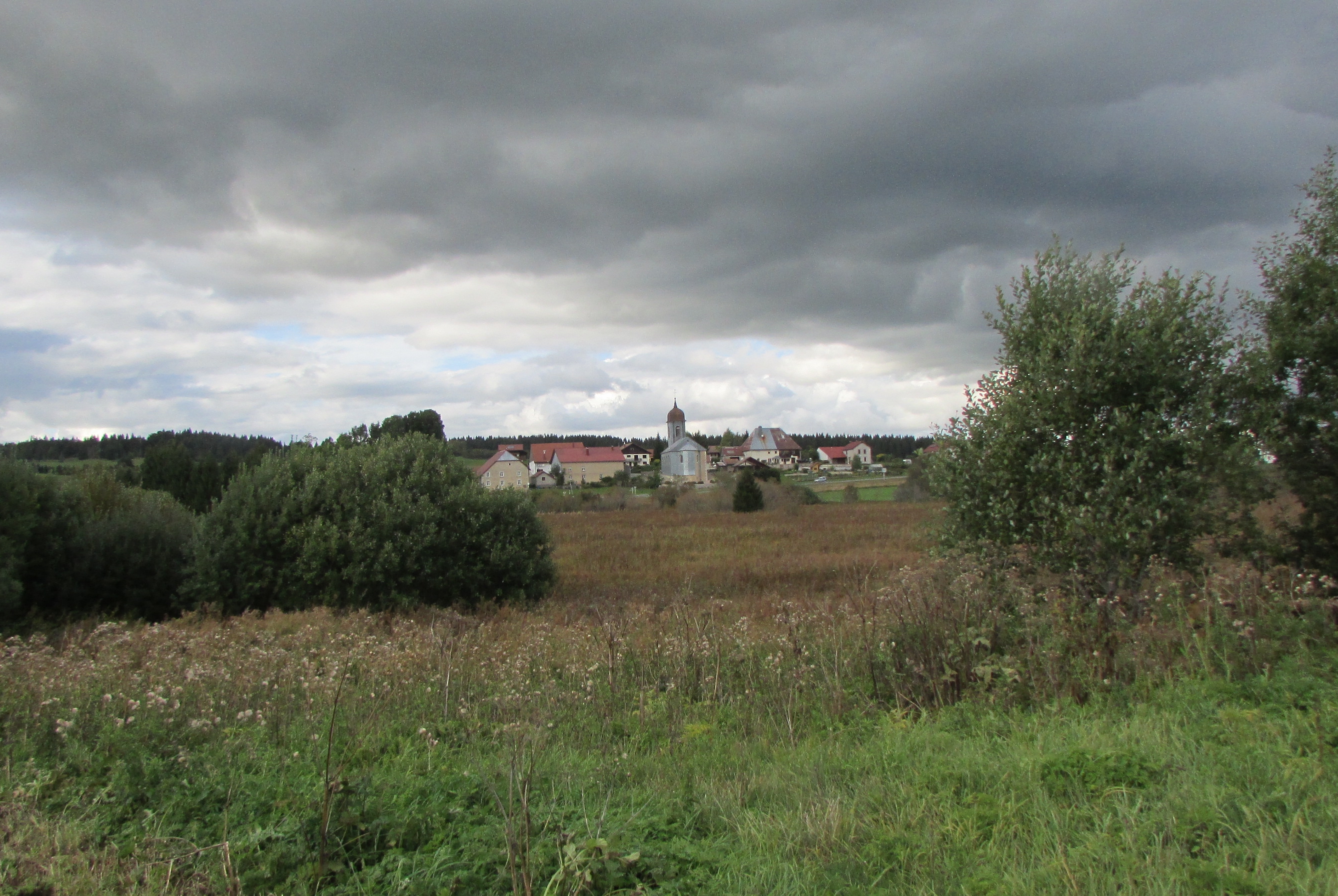
Vue générale.

## Équipements
- Maison-commune/École 1835
- Église 1843
- Électrification 1912
- Station d'épuration 1988
- Déviation routière 1988
- Terrain de sport 2006